# Улица Жандосова (Алма-Ата)
Улица Жандосова (каз. Жандосов көшесі) — грузо-пассажирская магистраль, находится в Бостандыкском, Ауэзовском и Наурызбайском районах города Алма-Аты начинается от улицы Байзакова проходит на юго-запад до улицы Яссауи.
Пересекает улицы Манаса, Ауэзова, Жарокова, проспект Гагарина, улицы Розыбакиева, Тимирязева, Тлендиева, реку Большая Алматинка, проспект Алтынсарина, улицы Саина и Яссауи.
После Яссауи переходит в улицу Кунаева (одноименная с центральной улицей). Возобновляется в южной части микрорайона Таусамал и идёт на запад от улицы Грозы (односторонний квадрат) до начала верхней трассы.

## История
Улица исторически сложилась в период развития торговых путей Семиречья. Застроена многоэтажными зданиями, в которых расположены: Казахский институт народного хозяйства, Казсантехпроект, Казводоканалпроект, НИИ проектный по обогащению руд цветных металлов, Алматинский энергостроительный техникум, ГПТУ № 93, Алматинский плодоконсервный завод, Горздрав, ГКБ № 12.

## Происхождение названия
Каргалинское шоссе — историческое название улицы.
Названа в феврале 1964 года в честь партийного и государственного деятеля Казахской ССР Ораза Джандосова.

## Озеленение и благоустройство
В советские годы по обеим сторонам проспекта были построены благоустроенные пешеходные тротуары, которые представляли собой тенистые аллеи, которые были озеленены лиственными породами деревьев таких как: тополь и карагач. Были проложены магистральные оросительные арыки, которые летом ежедневно были полноводными.

## Памятники
На пересечении Жандосова и проспекта Гагарина в 1969 году установлен памятник Оразу Джандосову.

## Транспорт
На улице проходят многие троллейбусные и автобусные маршруты.
Троллейбусные маршруты
- 11: Зелёный базар, ул. Жибек Жолы, ул. Пушкина, ул. Гоголя, Парк имени 28 гвардейцев-панфиловцев, ул. Калдаякова, ул. Богенбай батыра, пр. Достык, пр. Абая, КАЗНТУ, АУЭС, ул. Байтурсынова, КазНУ, ул. Тимирязева, Плодоконсервный завод, ул. Жандосова, Нархоз, пр. Алтынсарина, мкр-ны 1, 2, 4, 5, 7, 8, 10, 11, 12, ул. Саина, ул. Жубанова, рынок «Арыстан», мкр. Аксай-4, мкр. Аксай-5, ул. Момышулы, ул. Маргулана, конечная мкр. Аксай-3.
- 12: Центральный парк культуры и отдыха, Парк имени 28 гвардейцев-панфиловцев, ул. Гоголя, ул. Ауэзова, Плодоконсервный завод, ул. Джандосова, мкр. Таугуль, мкр-ны 8, 9, 10, 11, 12, ул. Саина.

На пересечении проспекта Абая и улицы Жандосова находится станция метро Театр имени Ауэзова первой линии Алматинского метрополитена.
На улице Жандосова от уг. ул. Сулейменова до уг. ул. Тимирязева с 1 сентября 2018 года располагается первая в Казахстане линия BRT.

## Фотогалерея
- Вид с перекрёстка улиц Жандосова-Навои в направлении с юга на север. (2 oктября 2014)
- Центр обслуживания населения (ЦОН) Ауэзовского района на улице Жандосова. (5 октября 2014 года)
- Скульптурная композиция на пересечении с проспектом Алтынсарина. (5 октября 2014 года)
- Перекрёсток Тимирязева-Жандосова. Вид на восток вдоль улицы Тимирязева. (5 октября 2014 года)
- Вид на северо-восток вдоль улицы Жандосова в сторону перекрестка Жандосова-Манаса. 21 октября 2014 года